# Henry Clay Fry
Henry Clay Fry (1840 – 1929) foi um empresário americano na indústria do vidro no final do século XIX e no início do século XX.
Em 1862, Fry se alistou no 15º regimento da cavalaria da Pensilvânia. Ele esteve no exército até ao final da Guerra Civil Americana. Ele então obteve um emprego remunerado em uma empresa de vidro chamada Fry, Semple e Reynolds.
Fry, com outras pessoas em 1872, formou a Rochester Tumbler Company, uma fábrica de vidro. Em Rochester eles construíram extensas estruturas de construção de plantas em 10 acre(s)s (40 000 m2) da terra que compraram. A empresa fabricou copos de vidro prensado e soprado, sendo o maior fabricante do país. Eles venderam esses copos em todo o mundo. A Rochester Tumbler Company empregava mais de 1200 funcionários. Todo o equipamento necessário para a produção de vidro foi fabricado no local.
Em 1897, a Rochester Tumbler Company ingressou na National Glass Company of Rochester. Fry se tornou o presidente da empresa recém-formada. Em 1900, ele renunciou e formou sua própria empresa em 1901, chamada Rochester Glass Company, com seus filhos Harry e J. Howard. Em 1902, a empresa foi renomeada para HC Fry Glass Company.
A HC Fry Glass Company fez conjuntos completos de jantar e chá. A empresa também fabricou uma grande variedade de copos de forno resistentes ao calor desde 1916 sob uma licença da Corning Glass Works.

## Patentes
Patentes licenciadas para a HC Fry Glass Company.

## Outras posições

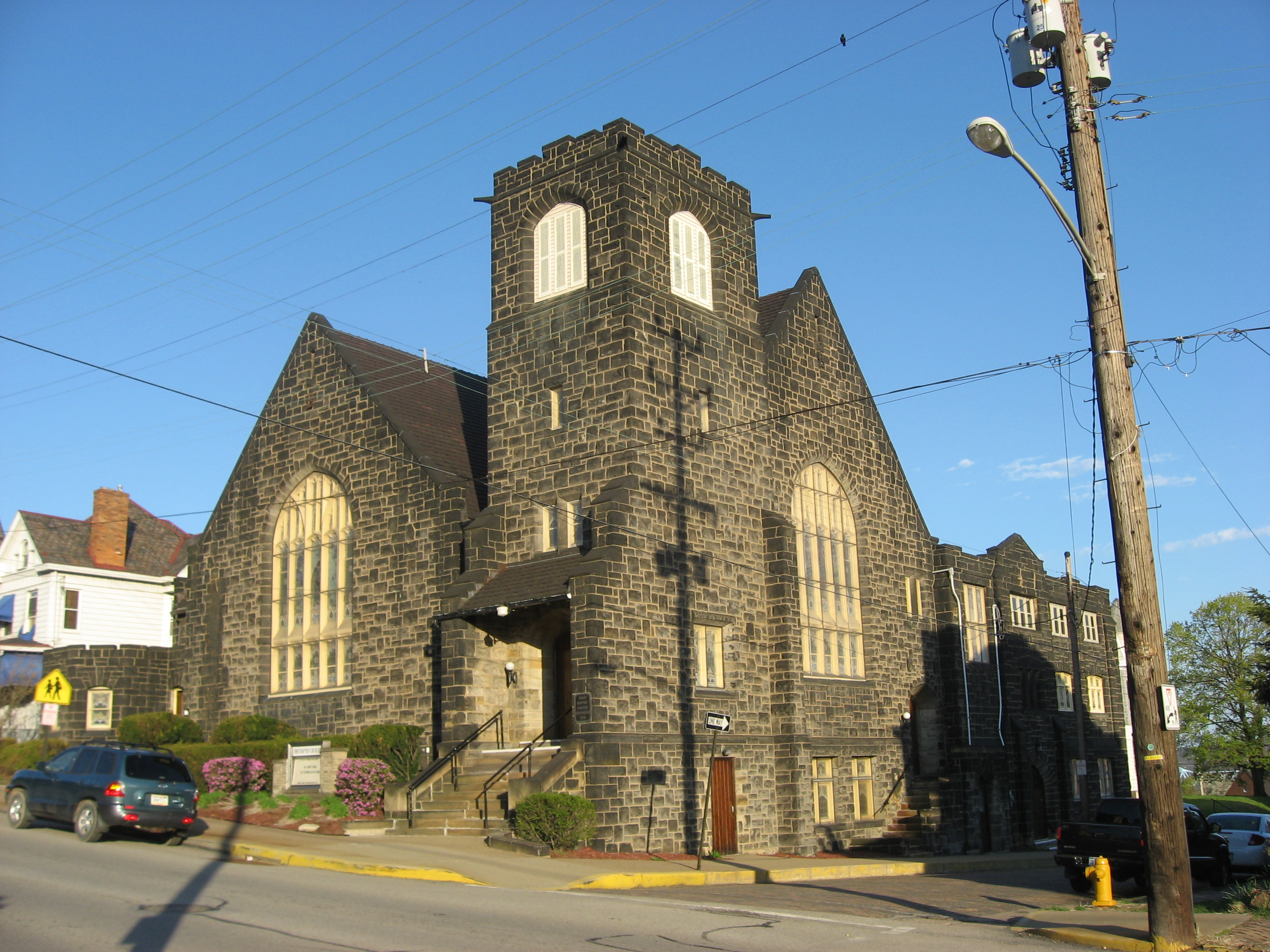
Primeira Igreja Batista de Rochester

- Primeiro Banco Nacional de Rochester, 1883 – 1904.
- Presidente da National Glass Company, 1900 – 1901.
- Escola Dominical Batista de Rochester por 28 anos.